# Petra Mede
Petra María Mede (Estocolmo, Suecia; 7 de marzo de 1970) es una humorista y presentadora de televisión sueca.
Mede es conocida por sus papeles en programas de humor como Morgonsoffan y Parlamentet. Mede también ha hecho monólogos humorísticos en el programa Stockholm Live. En 2009 presentó el Melodifestivalen 2009, donde fue elegida la representación de Suecia para el Festival de la Canción de Eurovisión 2009. En 2009 fue votada como mejor humorista femenina de Suecia. En 2013, fue elegida por la SVT para presentar el Festival de la Canción de Eurovisión 2013 que se celebró en Malmö. En 2015 fue elegida por la UER y la BBC para presentar junto con Graham Norton la gala especial Eurovision Song Contest's Greatest Hits, que conmemoró el 60.º aniversario del Festival de Eurovisión. En 2016 volvió a ser elegida por segunda ocasión para presentar el Festival de la Canción de Eurovisión 2016 desde Estocolmo, en esta ocasión junto a Måns Zelmerlöw. Nuevamente por tercera vez  fue elegida por la SVT para presentar el festival de la canción de Eurovision 2024, está vez junto a Malin Åkerman. 
Mede también ha presentado la ceremonia del Premio Guldbagge, galardón del cine sueco, en varias ocasiones. 

## Vida personal
Mede creció en la localidad de Partille, cerca de Gotemburgo. Habla sueco, inglés, español, italiano y francés con fluidez. Tiene una hija con su excompañero sentimental Mattias Günther, nacida en 2012. La pareja se separó en 2015.

## Trayectoria en televisión
- Stockholm Live (2007)
- Extra! Extra! (2007-2008)
- Parlamentet (2007-2009)
- Dubbat (2008)
- Hjälp! (2008-2009)
- Morgonsoffan (2008)
- Det sociala spelet (2008)
- Musikmaskinen (2008)
- Sverige pussas och kramas (2008)
- Melodifestivalen 2009 (2009)
- Snillen snackar (2009)
- Roast på Berns (2009)
- Cirkus Möller (2009-2010)
- Babben & Co (2009)
- Sjön suger (2009)
- Petra Mede Show (2010)
- Välkommen åter (2010)
- Gala de los premios Guldbagge 2011 (2011)
- Maestro (2011 y 2013)
- Gala de los premios Guldbagge 2012 (2012)
- Högklackat (2012)
- Festival de la Canción de Eurovisión 2013 (2013)
- Jülvard (2013)
- Gala de los premios Kristallen 2014 (2014)
- Gala de los premios Guldbagge 2015 (2015)
- En clown till kaffet (2015)
- Eurovision Song Contest's Greatest Hits, con Graham Norton (2015)
- Gala de los premios Guldbagge 2016 (2016)
- Melodifestivalen 2016 (1ª semifinal), con Gina Dirawi (2016)
- Festival de la Canción de Eurovisión 2016, con Måns Zelmerlöw (2016)
- Gala de los premios Guldbagge 2017 (2017)
- Festival de la Canción de Eurovisión 2024, con Malin Åkerman (2024)

## Filmografía
- 2012, Medicinen

## Referencia s
1. ↑  «Hon blir ny programledare | Melodifestivalen | Nöjesbladet | Aftonbladet». Aftonbladet.se. 18 de diciembre de 2008. Consultado el 28-01-13.
2. ↑  Eurovision.tv, ed. (28-01-13). «Petra Mede to host Eurovision 2013» (en inglés).